# Michel Grégoire
Pour les articles homonymes, voir Grégoire.
Michel Grégoire, né le 27 octobre 1956 à Lyon (Rhône), est un homme politique français.

## Biographie
Il devient député aux législatives de 1997 dans la 3e circonscription de la Drôme. Il passe le 1er tour en deuxième position avec 25,80 % et est élu avec 50,90 % (29 927 voix) face à Hervé Mariton qui obtient 49,10 % (28 870 voix).
À l'Assemblée nationale, il est membre de la Commission de la production et des échanges du 13 juin 1997 au 8 octobre 2001 ; membre de la Commission des affaires étrangères du 9 octobre 2001 au 18 juin 2002 ; membre de la Commission d'enquête sur la transparence et la sécurité sanitaire de la filière alimentaire en France du 12 octobre 1999 au 5 avril 2000 ; membre de la Délégation de l'Assemblée nationale pour l'Union européenne du 11 octobre 2001 au 18 juin 2002 ; membre de droit (représentant de la commission de la production) à l'Office parlementaire d'évaluation des politiques publiques du 14 mai 1998 au 1er janvier 2001 puis son secrétaire du 30 octobre 1999 au 1er janvier 2001.
Il décide de se représenter en 2002, il arrive deuxième au 1er tour avec 29,33 % mais il est battu au second avec 47,49 % contre 52,51 % pour son adversaire, qui n'est autre que son prédécesseur.
Aux élections de 2007, il réalise 27,36 % au 1er tour et est défait au second avec 47,38 % contre 52,62 % pour le candidat sortant Hervé Mariton.

## Détail des fonctions et des mandats
Mandats locaux
- 1989 - en cours : maire de La Roche-sur-le-Buis
- 2016 - en cours : conseiller régional d'Auvergne-Rhône-Alpes
- 2017 - en cours : 1er vice-président de la communauté de communes des Baronnies en Drôme Provençale
- président de la Communauté de communes du Pays du Buis-les-Baronnies
- 1994 - 2011 : conseiller général du canton de Buis-les-Baronnies
- 2010 - 2015 : conseiller régional de Rhône-Alpes

Mandat parlementaire
- 12 juin 1997 - 18 juin 2002 : député de la 3e circonscription de la Drôme